# Zumba

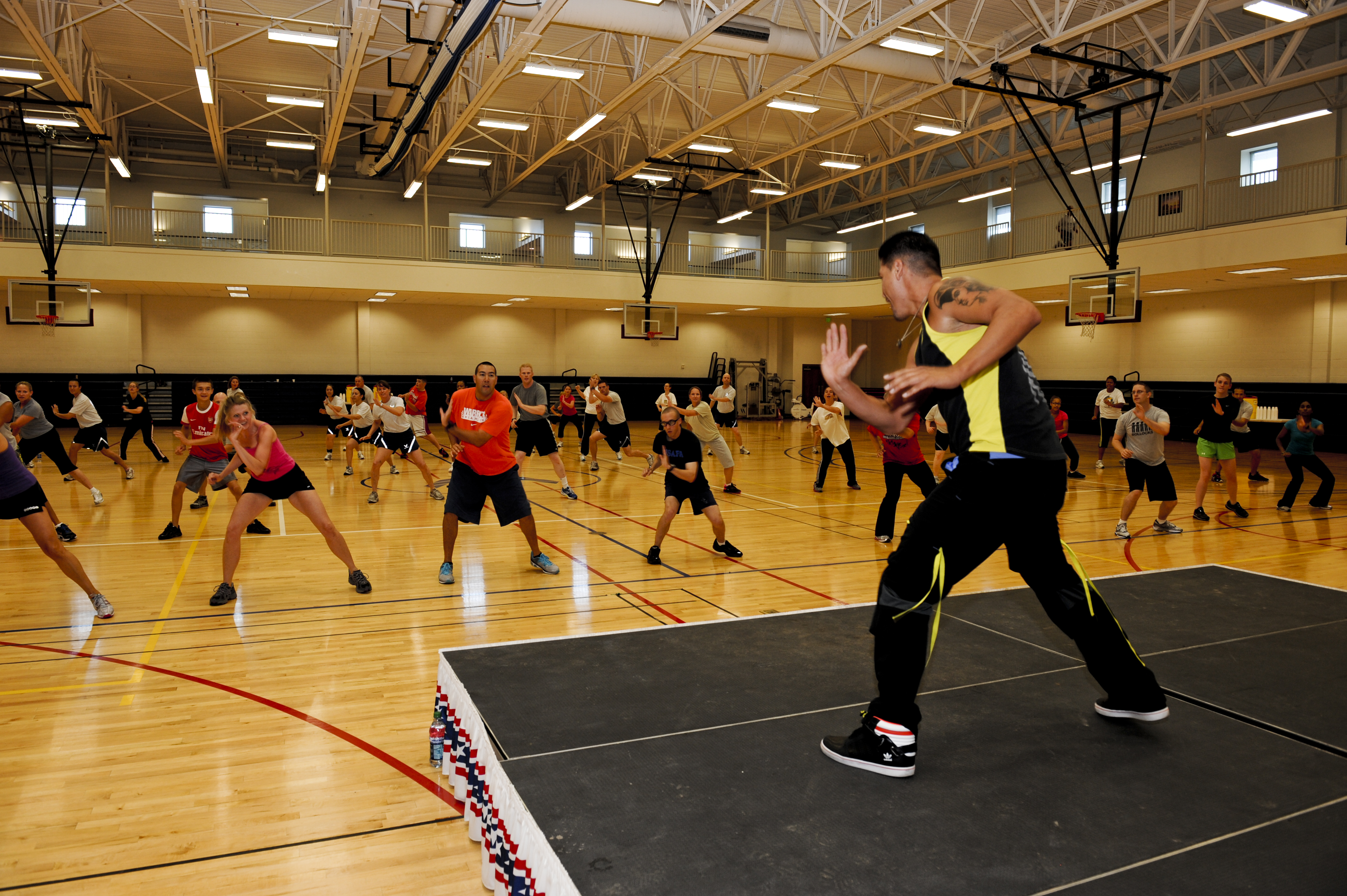
En instruktör coachar en grupp i ett zumbaträningspass.

Zumba är dansbaserad gruppträning till huvudsakligen latinamerikansk musik och världsmusik, med inslag av latinsk pop och internationella radiohitlåtar. Träningsformen som involverar dans och aerobiska övningar är populär, med cirka 14 miljoner utövare i över 150 länder.

## Träningsmetod
Stommen i ett zumbaträningspass är de fyra grundrytmerna salsa, merengue, cumbia och reggaeton. Utöver dessa kan andra rytmer förekomma, som till exempel samba, flamenco och disco. Enkla grundsteg i varje rytm kombineras till en danskoreografi och man varvar snabba rytmer med lugnare för att erhålla en typ av konditions- och intervallträning.
Man kan bli zumbainstruktör genom att gå en grundkurs, Zumba Basic 1.
Förutom grundversionen av Zumba finns specialversionerna Zumba Gold (för nybörjare), Zumbatomic (för barn), Aqua Zumba (Zumba i vatten), Zumba Toning (med danshantlar), Zumba Sentao (med stol som redskap), Zumba Gold-Toning (för nybörjare och med danshantlar) och Zumba in the Circuit (cirkelträning med zumbadans). Licensierade instruktörer finns listade på företaget Zumba Fitness webbplats.
Liksom för andra dansbaserade träningsformer, som exempelvis Sh'Bam från Les Mills International, rekommenderar man en danssko med plastsula, en så kallad danssneaker, vid zumbaträning. Gummisula skulle ge för mycket fäste och därför kunna förorsaka knäskador.

## Historia
Zumba skapades av en slump av Albert "Beto" Pérez i mitten av 1990-talet när han bodde i Colombia. Pérez var egentligen danslärare men instruerade även aerobics-pass. Till ett av dessa pass glömde han en gång musiken och använde då istället blandad latinamerikansk musik från en musikkassett han hade i bilen och improviserade danssteg för deltagarna. Passet blev så uppskattat att Pérez fortsatte instruera konceptet. Det var dock inte förrän han hade gjort flera turer till USA som dels själva begreppet Zumba skapades (namnet är påhittat) och dels en affärsplan togs fram.
Träningsformen introducerades i Sverige av bland andra Nina Miskovsky.

## Juridisk status
Zumba blev augusti 2017 förbjudet i Iran på grund av träningsformen ansågs o-islamisk.